# أكثر حدة (فلم)
أكثر حدة (بالإنجليزية: Sharper) هو فيلم إثارة جريمة أمريكي لعام 2023 من إخراج «بنجامين كارون» وكتابة «براين غيتوود» و«أليساندرو تانكا». الفيلم من بطولة «جوليان مور» (التي كانت أيضًا منتجة)، «سيباستيان ستان»، «جوستيس سميث»، «بريانا ميدلتون»، «وجون ليثغو».
تم إصدار أكثر حدة في بعض دور العرض في الولايات المتحدة في 10 فبراير 2023 بواسطة A24، قبل أن يتم عرضه على المنصات الإلكترونية في 17 فبراير 2023 بواسطة Apple TV+.

## القصة

### توم
يمتلك «توم» مكتبة لبيع الكتب المستعملة في مدينة نيويورك. في يوم من الأيام، تأتي امرأة تدعى «ساندرا» للبحث عن كتاب، وبعد أن رفضت في البداية محاولاته للتقرب منها، تبدأ في علاقة رومانسية معه. بعد أسابيع من العلاقة، تخبر «ساندرا» «توم» بأن شقيقها مديون ويجب عليه دفع 350,000 دولار أو سيتم قتله. يكشف «توم» أن والده ثري، ويعرض تغطية الدين، بعد أن يعطي المال «لساندرا»، تختفي، مما يدفع «توم» إلى انهيار عصبي.

### ساندرا
يتضح أن «ساندرا» هي «ساندي»، وهي مُطلقة مشروطة ذات تاريخ إجرامي طويل. في إحدى الليالي، قبل علاقتها بـ«توم»، كانت «ساندي» تلتقي بضابط مراقبة فاسد يحاول ابتزازها للحصول على المال. يدفع له رجل يبدو ثريًا يُدعى «ماكس»، الذي هو في الواقع محتال. يأخذ «ماكس» «ساندي» تحت جناحه ويدربها على الاحتيال. بعد تنفيذ أول عملية احتيال معًا، يتبادلان القبل.

### ماكس
قبل شراكته مع «ساندي»، يزور «ماكس» والدته «ماديلين»، وصديقها الجديد الملياردير «ريتشارد هوبز»، في شقة «ريتشارد» الفاخرة. يبدو «ماكس» مخمورًا ويقنع «ماديلين» بالسماح له بالبقاء في شقة «ريتشارد». في اليوم التالي، تعود «ماديلين» و«ريتشارد» إلى المنزل ليجدا «ماكس» يتم القبض عليه ظاهريًا لشراء مخدرات من ضابط شرطة سري. تدرك «ماديلين» بسرعة أن «ماكس» ينفذ عملية احتيال لجعل «ريتشارد» يدفع للضابط، شريك «ماكس» «تيبسي». تجبر «ماديلين» «ماكس» على مغادرة الشقة. ويتضح لاحقًا أن «ماديلين» و«ماكس» ليسا أمًا وابنًا، بل عشيقين يستهدفان «ريتشارد».
يلتقي «ريتشارد» بـ«ماكس» ويعرض عليه 60,000 دولار شهريًا ليغادر المدينة. يطلب «ماكس» راتب سنة نقدًا مقدمًا ليترك «ماديلين» وحدها لتكون مع «ريتشارد». يلتقي« ماكس» بـ«ريتشارد» وابن «ريتشارد» - «توم»، الذي لم يلتقِ بـ«ساندي» بعد. يحتفل «ماكس»، «ماديلين»، و«تيبسي» بنجاح العملية، لكن في تلك الليلة تخبر «ماديلين» «ماكس» بأن «ريتشارد» يريد الزواج منها وأنها ستبقى معه. يهرب «ماكس» من الشرطة التي استدعتها «ماديلين» ويغادر بالمال.

### مادلين
يتوفى بعد زواجهم «ريتشارد»، تاركًا الجزء الأكبر من ممتلكاته لمادلين. وبسبب مخاوف «ريتشارد» بشأن «توم» بعد الحادثة مع «ساندي»، يُترك لـ«توم» فقط المكتبة وصندوق ائتماني. ويُعين أيضًا رئيسًا لمؤسسة «ريتشارد» الخيرية، بينما تكون مادلين وصية.
يطلب «توم» صديقًا قديمًا للعائلة، «برادوك»، للعثور على «ساندرا». وعلى الرغم من محاولات «مادلين» إقناع توم بإيقاف التحقيق، تُكتشف «ساندي» وهي مدمنة بشكل كبير على الهيروين. يرغب «توم» في أن تبقى «ساندي» في الشقة أثناء خضوعها لعملية إزالة السموم، لكن «مادلين» تتردد. تتحدث إلى «ساندي»، التي تكشف أنها تعرف العلاقة بين «مادلين» و«ماكس». مقابل صمتها، تطلب «ساندي» من «مادلين» أن تعثر على «ماكس» لتواجهه بشأن تخليه عنها.
يوافق «ماكس» على لقاء «ساندي» و«مادلين». أثناء الاجتماع، يصل «توم» و«برادوك» لتأكيد شكوك «توم» بأن الثلاثة كانوا يعملون معًا. يسحب «توم» مسدسًا على «ساندي»، ثم على «مادلين». تجبر «ساندي» «توم» على إسقاط المسدس، فتلتقطه «مادلين»، التي يبدو أنها تطلق النار وتقتل «توم» بعد أن أجبرها على توجيه المسدس نحوه وسحب الزناد. يائسة من تجنب السجن، تقوم «مادلين» فورًا بتحويل جميع الأموال إلى مؤسسة «ريتشارد» الخيرية.
يغادر «مادلين» و«ماكس» و«ساندي» على متن طائرة إلى مدينة أوكلاهوما. تذكر «مادلين» «ماكس» بأنها ستسيطر على المال، نظرًا لأن «توم» قد مات وهي الوصية على مؤسسة ريتشارد الخيرية. بعد أن تنسحب «ساندي» المنزعجة إلى حمام الطائرة، تدرك «مادلين» أن الدم على كمها ليس حقيقيًا، مما يعني أن «توم» على قيد الحياة. عندما تتحقق «مادلين» من حمام الطائرة، تجد أن «ساندي» قد اختفت.

### ساندي
تُكشف الطبيعة الحقيقية للمخطط؛ حيث تعترف «ساندي» بحقيقتها لـ«توم» بعدما وقعت في حبه، ويضع الاثنان خطة للاحتيال على «مادلين» و«ماكس»، مستعينين بـ«تيبسي» وشريكه «جولدي»، الذين تنكرا في هيئة «برادوك» لمساعدتهما. كان الاجتماع بين «ساندي» و«ماكس» مخططًا له، وكذلك مشهد إطلاق «توم» النار الظاهري على يد «مادلين». بما أن «توم» لا يزال على قيد الحياة، فإنه يحتفظ بالسيطرة على المؤسسة والأموال. يجتمع «توم» و«ساندي» و«تيبسي» و«جولدي» في المكتبة للاحتفال بنجاحهم. يعيد «توم» و«ساندي» إحياء علاقتهما.

## طاقم التمثيل
- جوليان مور في دور مادلين
- سيباستيان ستان في دور ماكس
- جاستيس سميث في دور توم
- بريانا ميدلتون في دور ساندرا
- دارين جولدستين في دور بات برادوك
- جون ليثغو في دور ريتشارد هوبز
- فيليب جونسون ريتشاردسون في دور "تيبسي" المحقق كولينز
- كيري فلاناغان في دور لاروسو
- ديفيد بيتو في دور ديفيد/المحامي
- كوينسي دان-بيكر في دور ويليام تايلر
- هانا دان في دور بريندا
- جيليان ياو جيويلو في دور جاك

## الإنتاج
في مارس 2021، تم الإعلان عن أن A24 ستنتج الفيلم لصالح Apple TV+، بإخراج بنجامين كارون وبطولة جوليان مور، استنادًا إلى نص كتبه بريان غيتوود وأليساندرو تاناكا وكان جزءًا من القائمة السوداء لعام 2020 للنصوص التي لن يتم إصدارها في دور السينما خلال هذا العام. في يوليو 2021، أُضيف سيباستيان ستان إلى طاقم التمثيل، وانضم جاستيس سميث وبريانا ميدلتون في أغسطس. في سبتمبر، انضم جون ليثغو إلى طاقم التمثيل، وبدأ التصوير في 13 سبتمبر في مدينة نيويورك.

## الإصدار
تم إصدار فيلم أكثر حدة في دور عرض مختارة في الولايات المتحدة في 10 فبراير 2023، بواسطة A24، وتم إصداره على Apple TV+ في 17 فبراير 2023.

## روابط خارجية
- مقالات تستعمل روابط فنية بلا صلة مع ويكي بيانات
- أكثر حدة  في قاعدة بيانات الأفلام على الإنترنت (بالإنجليزية)